# Zhumadian
Zhumadian is een stad in de gelijknamige prefectuur in het zuiden van de Chinese provincie Henan, Volksrepubliek China.
Bij de volkstelling van 2020 had de stad 754.320 inwoners, de gehele prefectuur had 7.008.427 inwoners.
Zhumadian grenst in het zuiden aan Xinyang, in het westen aan Nanyang, in het noordwesten aan Pingdingshan, in het noorden aan Luohe, in het noordoosten aan Zhoukou en in het oosten aan de provincie Anhui.